# Platja d'El Pedrero
La Platja de El Pedrero es troba en el concejo asturià de Castrillón i pertany a la localitat de San Martín de Laspra. El grau d'urbanització i d'ocupació són baixos i el seu entorn és rural. El jaç té xicotetes zones de sorres de gra mitjà i de color fosc. Les baixades per als vianants són molt fàcils. Els graus d'urbanització i ocupació són molt baixos.
Per accedir a la platja cal localitzar els nuclis poblacionals més importants de les seves proximitats que en aquest cas són Arnao i Piedras Blancas i des d'aquestes l'arribada és molt fàcil per la proximitat. Realment és una cala molt utilitzada pels pescadors aficionats i la baixada es fa per mitjà d'uns graons llaurats en la roca que el temps ha anat deteriorant. Aquesta platja fou en el seu moment, quan la fàbrica de Arnao estava en auge, una platja privada. La situació d'aquesta cala és un privilegi respectes als vents, ja que els penya-segats que l'envolten la protegeixen de tal manera que sigui amb freqüència la platja més protegida del vent que les seves veïnes de Arnao o Salinas. No obstant això, l'onatge és molt major i el mar sol estar més batut que a les altres platges properes. No té cap servei i les activitats recomanades són la pesca submarina i la recreativa a canya.